# Charles-Antoine Bridan
Charles-Antoine Bridan es un escultor francés de la segunda mitad del siglo XVIII. Nacido en Ravières (departamento de Yonne) en 1730 y fallecido en París en 1808.
Obtuvo el Primer premio de Escultura en 1754. Con un trabajo sobre La Matanza de los Inocentes, tras haber entrado en la École royale des élèves protégés en 1756. Pensionado en la academia de Francia en Roma, permaneció en Italia hasta 1762. Acordado su regreso a Francia por los miembros de la Academia, es recibido como académico en 1772 con el grupo realizado en mármol de El martirio de San Bartolomé
Su hijo, Pierre-Charles Bridan, nacido en París en 1766 fue también escultor. Entre sus alumnos, además de su hijo, estuvieron Victor Thérasse y Jean-Joseph Espercieux.

## Obras
- El martirio de San Barthélemy , grupo, mármol (1772), París, museo del Louvre
- Vauban, estatua, Versalles, museo
- Bayard, estatua, Versalles, museo
- Asunción de María, grupo, mármol (1772), Chartres, Altar mayor de la catedral
- Episodios de la vida de la Virgen, ocho bajo relieves, mármol (1788), Chartres, catedral

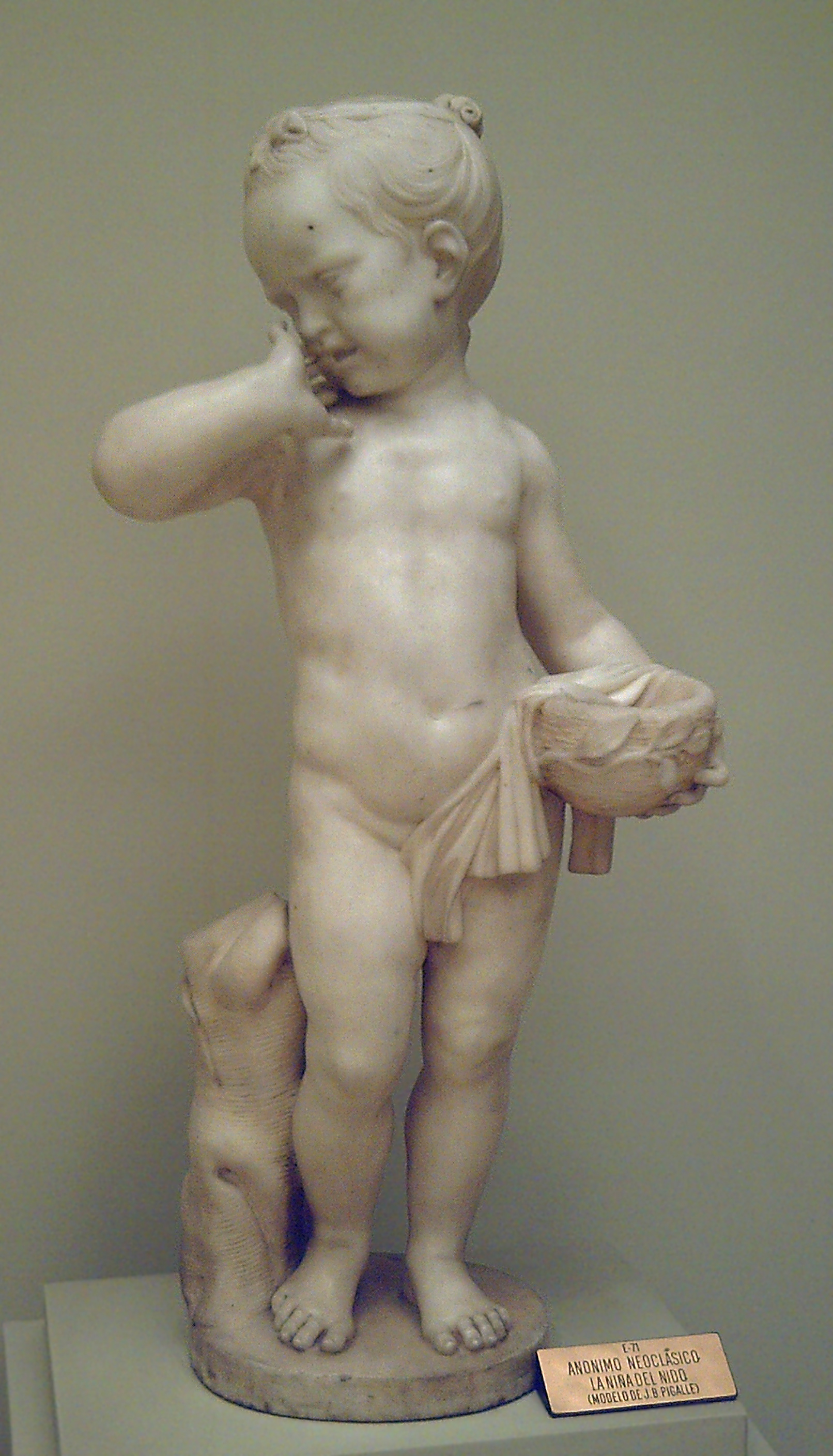
La niña del nido, escultura en mármol a partir del modelo de Bridan.

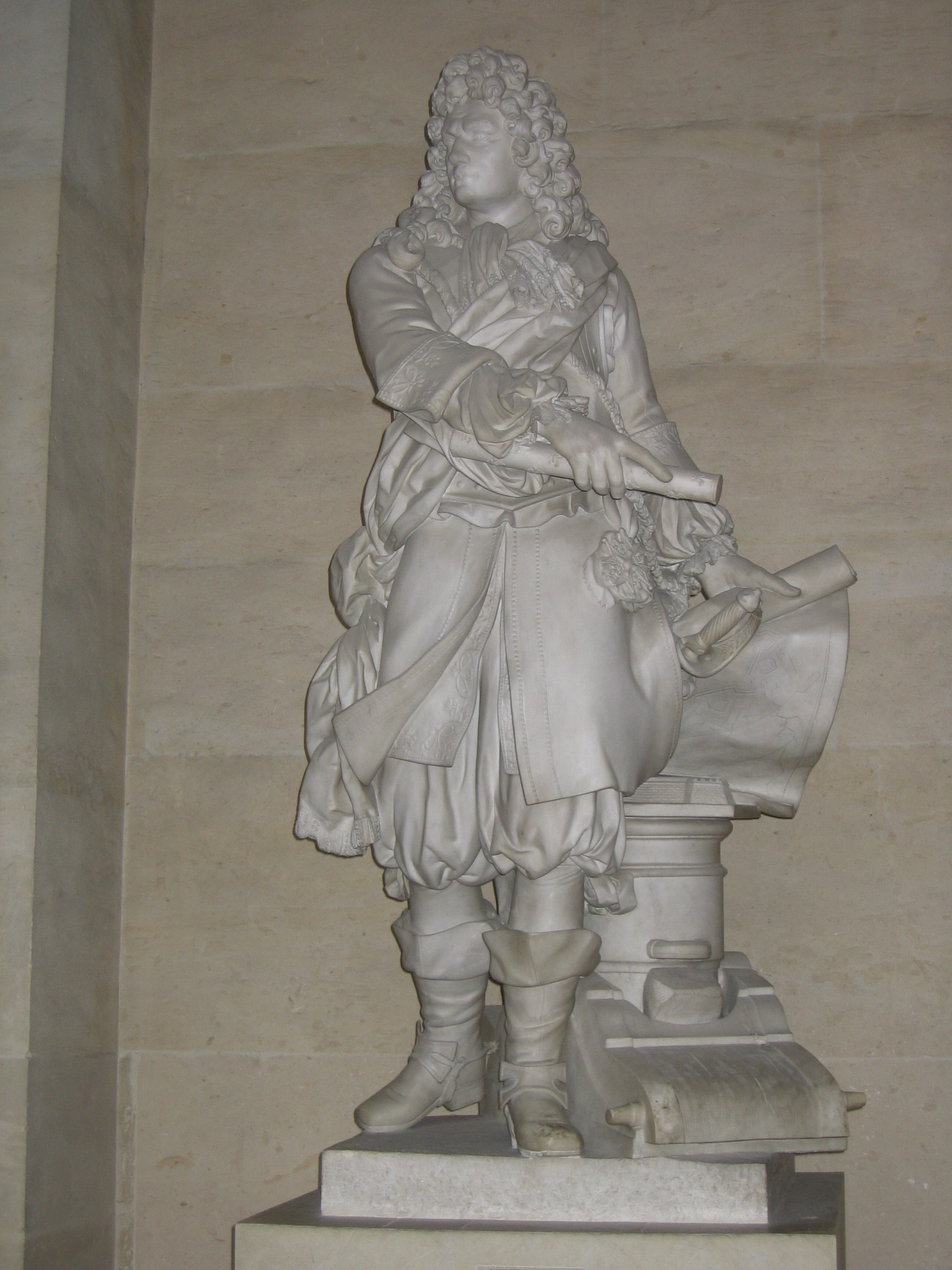
Vauban, Palacio de Versalles.